# 에이브러햄 링컨 생가 국립역사공원

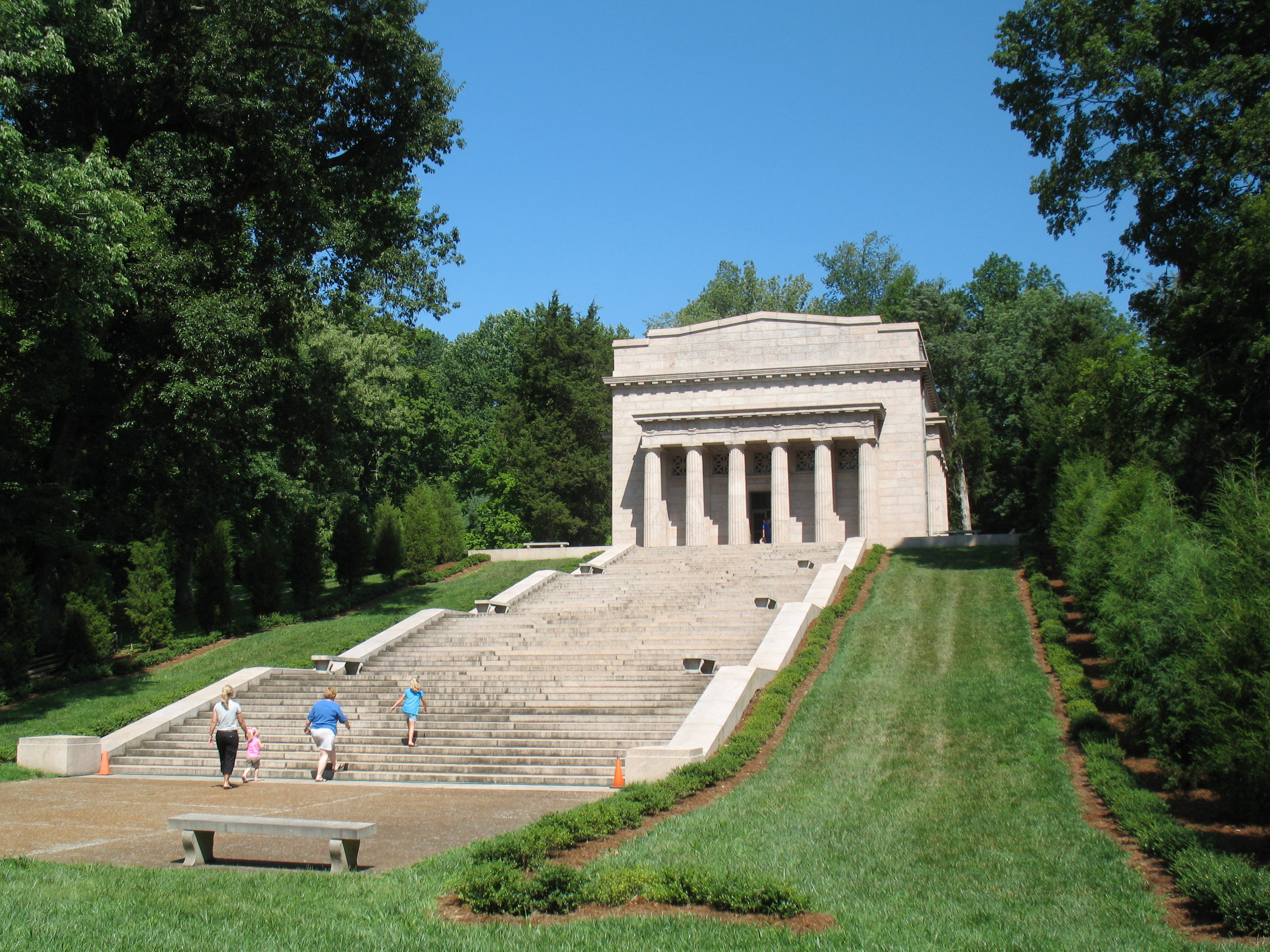
에이브러햄 링컨 생가 국립역사공원

에이브러햄 링컨 생가 국립역사공원(Abraham Lincoln Birthplace National Historical Park)은 에이브러햄 링컨이 태어나 어린 시절 초기에 살았던 켄터키 주 라루 카운티에 있는 두 개의 농장 부지를 보존하고 있는 미국의 역사적 공원으로 지정되어 있다. 그는 호지겐빌 남쪽의 싱킹 스프링 장소에서 태어났고, 그가 두 살 때 호지겐빌 북동쪽의 노브 크릭 농장으로 가족이 이사 갈 때까지 그곳에 있었고, 그가 일곱 살 때까지 그곳에서 살았다. 그 공원의 방문객 센터는 싱킹 스프링 장소에 있다.